# Международен ден на мира
Световният ден на мира или Международен ден на мира (на английски: International Day of Peace, на руски: Международный день мира, на традиционен китайски: 國際和平日, на японски: 国際平和デー) е международен празник, отбелязван на 21 септември всяка година.
Общото събрание на ООН на своята 57-а среща през 1981 г. обявява третия вторник на всеки септември, деня на откриването на Общото събрание, за „Международен ден на мира“. Години по-късно с решение на Общото събрание от 7 септември 2001 г. и под номер A/RES/55/282 21 септември е приет за Ден на мира.
В Деня на мира Организацията на обединените нации има за цел да повиши осведомеността за предотвратяването на конфликти и изграждането на мира по света. Всеки 21 септември „Камбаната на мира“ бие в централата на ООН. Построена от Япония, за да отбележи „хуманитарното“ клане във войните, тази камбана е отлята от монети, дарени от деца от всички континенти с изключение на Африка, и е подарък от Асоциацията на ООН на Япония като „напомняне за човешката цена на войната“; надписът отстрани гласи: „Да живее абсолютният световен мир“.
До приемането на Световен ден на мира от ООН Съветският съюз и държавите членки на Варшавския договор отбелязвават 1 септември, датата, когато Германия нахлува в Полша през 1939 г., когато започва Втората световна война, като напомняне за техния дълг да се борят за свят в мир, тогава денят е обявен и празнуван като „Световен ден на мира“.